# Streeter
Streeter és una població dels Estats Units a l'estat de Dakota del Nord. Segons el cens del 2000 tenia 172 habitants.

## Demografia
Segons el cens del 2000, Streeter tenia 172 habitants, 86 habitatges, i 46 famílies. La densitat de població era de 195,3 hab./km².
Dels 86 habitatges en un 22,1% hi vivien nens de menys de 18 anys, en un 47,7% hi vivien parelles casades, en un 4,7% dones solteres, i en un 46,5% no eren unitats familiars. En el 43% dels habitatges hi vivien persones soles el 30,2% de les quals corresponia a persones de 65 anys o més que vivien soles. El nombre mitjà de persones vivint en cada habitatge era de 2 i el nombre mitjà de persones que vivien en cada família era de 2,76.
Per edats la població es repartia de la següent manera: un 20,9% tenia menys de 18 anys, un 4,7% entre 18 i 24, un 16,3% entre 25 i 44, un 22,7% de 45 a 60 i un 35,5% 65 anys o més.
L'edat mediana era de 56 anys. Per cada 100 dones de 18 o més anys hi havia 91,5 homes.
La renda mediana per habitatge era de 20.000 $ i la renda mediana per família de 38.500 $. Els homes tenien una renda mediana de 29.444 $ mentre que les dones 21.250 $. La renda per capita de la població era de 13.545 $. Entorn del 13,3% de les famílies i el 20,2% de la població estaven per davall del llindar de pobresa.

## Poblacions més properes
El següent diagrama mostra les poblacions més properes.